# Antonio Olvera
José Antonio Olvera de los Santos (n. 4 de marzo de 1986 en Torreón, Coahuila) es un exfutbolista mexicano que jugaba en las posiciones de lateral o defensa central. Su familia trabajaba en el mantenimiento del antiguo estadio "corona" y continúan haciéndolo ahora en el "TSM" hasta la actualidad. El mote de "La Mona", proviene de sus prominentes pestañas.

## Trayectoria
Olvera debutó en el 2004 con el Club Santos Laguna, ahí adquirió fama por su buen control de balón y disparo con la pierna izquierda.
En el 2006, fue prestado a Chivas para reforzar el plantel de cara a los encuentros contra Vélez Sársfield en cuartos de final de la Copa Toyota Libertadores y para la semifinal contra el São Paulo. En el 2007 se realizó su compra definitiva, después de que el Guadalajara vendiera a Oswaldo Sánchez y a Juan Pablo Rodríguez al Santos, Olvera fue cedido al Deportivo Toluca en 2009. En 2010 vuelve al Santos Laguna, luego pasó por Monarcas Morelia desde el 2012 hasta el 2016 y a mediados de ése año pasó al Tampico Madero de la extinta Liga de Ascenso de México, éste fue su último equipo antes de quedar libre en 2019. Desde ése año no militó en ningún club por lo que ya está retirado. 

### Clubes
| Club                       | País                | Año         | Partidos (enlace roto disponible en Internet Archive; véase el historial, la primera versión y la última). | Goles |
| -------------------------- | ------------------- | ----------- | --- | ----- |
| Santos Laguna              | México              | 2004 - 2006 | 54 | 2     |
| Club Deportivo Guadalajara | México              | 2007 - 2008 | 24 | 2     |
| Deportivo Toluca           | México              | 2009        | 13 | 0     |
| Santos Laguna              | México              | 2010 - 2012 | 64 | 0     |
| Monarcas Morelia           | México              | 2012 - 2016 | 66 | 0     |
| Tampico Madero FC          | México              | 2017 - 2019 | 0 | 0     |
| Total en su carrera        | Total en su carrera | 2004 -      | 221 | 4     |

### Estadísticas
| Santos Laguna · México |               |               |     |    |    |    |    |    |     |   |
| 1.ª | 2004–05       | 21            | 0   | -  | -  | -  | -  | 21 | 0   |   |
| 1.ª | 2005–06       | 30            | 1   | -  | -  | -  | -  | 30 | 1   |   |
| 1.ª | AP 2006       | 3             | 1   | -  | -  | -  | -  | 3  | 1   |   |
| Total club | Total club    | 54            | 2   | -  | -  | -  | -  | 54 | 2   |   |
| Club Deportivo Guadalajara · México |               |               |     |    |    |    |    |    |     |   |
| 1.ª | 2007–08       | 5             | 0   | -  | -  | 1  | 1  | 6  | 1   |   |
| 1.ª | AP 2008       | 11            | 1   | -  | -  | 7  | 0  | 18 | 1   |   |
| Total club | Total club    | 16            | 1   | -  | -  | 8  | 1  | 24 | 2   |   |
| Deportivo Toluca · México |               |               |     |    |    |    |    |    |     |   |
| 1.ª | CL 2009       | 4             | 0   | 3  | 0  | -  | -  | 7  | 0   |   |
| 1.ª | AP 2009       | 1             | 0   | -  | -  | 5  | 0  | 6  | 0   |   |
| Total club | Total club    | 5             | 0   | 3  | 0  | 5  | 0  | 13 | 0   |   |
| Santos Laguna · México |               |               |     |    |    |    |    |    |     |   |
| 1.ª | B 2010        | 15            | 0   | -  | -  | -  | -  | 15 | 0   |   |
| 1.ª | 2010–11       | 30            | 0   | -  | -  | 9  | 0  | 39 | 0   |   |
| 1.ª | 2011–12       | 4             | 0   | -  | -  | 6  | 0  | 10 | 0   |   |
| Total club | Total club    | 49            | 0   | -  | -  | 15 | 0  | 64 | 0   |   |
| Monarcas Morelia · México |               |               |     |    |    |    |    |    |     |   |
| 1.ª | 2012–13       | 10            | 0   | 1  | 0  | -  | -  | 11 | 0   |   |
| 1.ª | 2013–14       | 21            | 0   | 3  | 0  | -  | -  | 24 | 0   |   |
| 1.ª | 2014–15       | 9             | 0   | 4  | 0  | -  | -  | 13 | 0   |   |
| 1.ª | 2015–16       | 13            | 0   | 5  | 0  | -  | -  | 18 | 0   |   |
| 1.ª | 2016–17       | -             | -   | -  | -  | -  | -  | -  | -   |   |
| Total club | Total club    | 53            | 0   | 13 | 0  | -  | -  | 66 | 0   |   |
| Total carrera | Total carrera | Total carrera | 177 | 3  | 16 | 0  | 28 | 1  | 221 | 4 |
| (1)Incluye datos de la Copa México, Supercopa de México (2012-13, 2013-14, 2014-15, 2015-16). (2)Incluye datos de la Concacaf Liga de Campeones (2009-10, 2010-11), InterLiga (2009), Copa Sudamericana (2008), SuperLiga Norteamericana (2007, 2008) |               |               |     |    |    |    |    |    |     |   |

## Selección nacional
En Selección mexicana ha disputado 3 encuentros con la selección mayor, todos en el proceso de Ricardo Lavolpe, su debut fue contra Hungría. Mientras que en selección menor, ha participado en varios encuentros de selección Sub-20 y Sub-21.
Fecha de debut: 14 de diciembre de 2005
Partido de debut:  México 2-0  Hungría
Período: 2005 - 2006
Entrenador que lo debutó: Ricardo Lavolpe

### Partidos internacionales
| # | Fecha                   | Rival         | Sede        | Estadio           | Resultado | Competición |
| - | ----------------------- | ------------- | ----------- | ----------------- | --------- | ----------- |
| 1 | 14 de diciembre de 2005 | Hungría       | Phoenix     | Chase Field       | 2 - 0     | Amistoso    |
| 2 | 25 de enero de 2006     | Noruega       | California  | Monster Park      | 2 - 1     | Amistoso    |
| 3 | 15 de febrero de 2006   | Corea del Sur | Los Ángeles | Memorial Coliseum | 0 - 1     | Amistoso    |

## Palmarés

### Campeonatos nacionales
| Título                     | Club             | País   | Año  |
| -------------------------- | ---------------- | ------ | ---- |
| InterLiga                  | Santos Laguna    | México | 2004 |
| InterLiga                  | Guadalajara      | México | 2009 |
| Primera División de México | Santos Laguna    | México | 2012 |
| Copa Mx                    | Monarcas Morelia | México | 2013 |
| SuperCopa MX               | Monarcas Morelia | México | 2014 |